# Liste der Universitäten in Bosnien und Herzegowina
Liste der Universitäten in Bosnien und Herzegowina:
- Universität Banja Luka (Republika Srpska)
- Universität Bihać (Bosnien)
- Universität Mostar (Bosnien, kroatisch-sprachig)
- Universität Ost-Mostar (Universität Džemal Bijedić), Bosnien (bosnisch-sprachig)
- Universität Ost-Sarajevo (Republika Srpska)
- Universität Sarajevo (multiethnisch)
- American University in Bosnia and Herzegovina
- Universität Travnik (privat seit 2007)[1]
- Universität Tuzla (Bosnien)
- Universität Zenica (Bosnien)

## Einzelbelege
1. ↑  Univerzitet u Travniku. Abgerufen am 5. Februar 2024.